# Canton de Villeparisis
Le canton de Villeparisis est une circonscription électorale française du département de Seine-et-Marne créée par le décret du 18 février 2014. Elle tient lieu de circonscription d'élection des conseillers départementaux et entre en vigueur lors des premières élections départementales suivant la publication du décret.

## Histoire
Un nouveau découpage territorial de Seine-et-Marne entre en vigueur à l'occasion des premières élections départementales suivant le décret du 18 février 2014. Les conseillers départementaux sont, à compter de ces élections, élus au scrutin majoritaire binominal mixte. Les électeurs de chaque canton élisent au Conseil départemental, nouvelle appellation du Conseil général, deux membres de sexe différent, qui se présentent en binôme de candidats. Les conseillers départementaux sont élus pour 6 ans au scrutin binominal majoritaire à deux tours, l'accès au second tour nécessitant 12,5 % des inscrits au 1er tour. En outre la totalité des conseillers départementaux est renouvelée. Ce nouveau mode de scrutin nécessite un redécoupage des cantons dont le nombre est divisé par deux avec arrondi à l'unité impaire supérieure si ce nombre n'est pas entier impair, assorti de conditions de seuils minimaux. En Seine-et-Marne, le nombre de cantons passe ainsi de 43 à 23.
Le canton de Villeparisis est formé de communes des anciens cantons de Vaires-sur-Marne (2 communes) et de Claye-Souilly (4 communes). Il est partagé entre les arrondissements de Meaux et de Torcy. Le bureau centralisateur est situé à Villeparisis.

## Représentation
| Période élective | Période élective | Mandat | Mandat   | Identité          | Nuance | Nuance | Qualité |
| ---------------- | ---------------- | ------ | -------- | ----------------- | ------ | ------ | --- |
| 2015             | 2021             | 2015   | 2021     | Isabelle Recio    |        | LR     | Responsable tourisme Maire-adjointe (2014 → 2017) puis maire (2017 → 2020) de Vaires-sur-Marne                                                                                       |
| 2015             | 2021             | 2015   | 2021     | Xavier Vanderbise |        | LR     | Directeur d'exploitation Maire de Courtry (2014 → ) Vice-président du conseil départemental de Seine-et-Marne (2015 → ) Vice-président de la CA Paris - Vallée de la Marne (2016 → ) |
| 2021             | 2028             | 2021   | en cours | Emma Abreu        |        | LREM   | Cadre, conseillère municipale de Villeparisis |
| 2021             | 2028             | 2021   | en cours | Xavier Vanderbise |        | LR     | Conseiller sortant 7e vice-président chargé des collèges |

### Résultats détaillés

#### Élections de mars 2015
À l'issue du 1er tour des élections départementales de 2015 où 6 binômes étaient en lice,  deux d'entre eux sont en ballottage : Benjamin Attias et Véronique Fornilli-Rata (FN, 30,09 %) et Isabelle Recio et Xavier Vanderbise (UMP, 29,29 %). Le taux de participation est de 41,59 % (13 434 votants sur 32 298 inscrits) contre 44,94 % au niveau départemental et 50,17 % au niveau national.
Au second tour, Isabelle Recio et Xavier Vanderbise (UMP) sont élus avec 63,55 % des suffrages exprimés et un taux de participation de 41,49 % (7 573 voix pour 13 399 votants et 32 298 inscrits).

#### Élections de juin 2021
Le premier tour des élections départementales de 2021 est marqué par un très faible taux de participation (33,26 % au niveau national). Dans le canton de Villeparisis, ce taux de participation est de 24,84 % (8 024 votants sur 32 301 inscrits) contre 27,81 % au niveau départemental. À l'issue de ce premier tour, deux binômes sont en ballottage : Frédéric Bouche et Isabelle Sausset (Union à gauche, 35,48 %) et Emma Abreu et Xavier Vanderbise (Union au centre et à droite, 32,42 %).
Le second tour des élections est marqué une nouvelle fois par une abstention massive équivalente au premier tour. Les taux de participation sont de 34,36 % au niveau national, 30,02 % dans le département et 27,91 % dans le canton de Villeparisis. Emma Abreu et Xavier Vanderbise (Union au centre et à droite) sont élus avec 52,07 % des suffrages exprimés (4 391 voix pour 9 010 votants et 32 278 inscrits),,.

## Composition
Le canton de Villeparisis comprend désormais six communes entières.
| Nom                                  | Code Insee | Intercommunalité              | Superficie (km2) | Population (dernière pop. légale) | Densité (hab./km2) | Modifier                                    |
| ------------------------------------ | ---------- | ----------------------------- | ---------------- | --------------------------------- | ------------------ | ------------------------------------------- |
| Villeparisis (bureau centralisateur) | 77514      | CA Roissy Pays de France      | 8,29             | 26 794 (2022)                     | 3 232              | modifier les données · modifier les données |
| Brou-sur-Chantereine                 | 77055      | CA Paris - Vallée de la Marne | 4,28             | 5 094 (2022)                      | 1 190              | modifier les données · modifier les données |
| Courtry                              | 77139      | CA Paris - Vallée de la Marne | 4,16             | 7 107 (2022)                      | 1 708              | modifier les données · modifier les données |
| Le Pin                               | 77363      | CC Plaines et Monts de France | 6,70             | 1 528 (2022)                      | 228                | modifier les données · modifier les données |
| Vaires-sur-Marne                     | 77479      | CA Paris - Vallée de la Marne | 6,02             | 13 791 (2022)                     | 2 291              | modifier les données · modifier les données |
| Villevaudé                           | 77517      | CC Plaines et Monts de France | 9,98             | 2 114 (2022)                      | 212                | modifier les données · modifier les données |
| Canton de Villeparisis               | 7723       |                               | 39,43            | 56 428 (2022)                     | 1 431              | modifier les données                        |

## Démographie
En 2022, le canton comptait 56 428 habitants, en évolution de +3,73 % par rapport à 2016 (Seine-et-Marne : +3,92 %, France hors Mayotte : +2,11 %).
| 2013   | 2018   | 2022   |
| ------ | ------ | ------ |
| 53 355 | 54 603 | 56 428 |